# Duke Dinsmore
Carlyle John Dinsmoor, conegut professionalment com a Duke Dinsmore   (Virgínia Occidental, 10 d'abril de 1913 - Fort Lauderdale, 12 d'octubre de 1985) fou un pilot estatunidenc de curses automobilístiques.
Durant la Segona Guerra Mundial va servir a les Forces Aèries de l'Exèrcit dels Estats Units.
Dinsmore va córrer la Champ Car a diverses temporades del període 1946-1956 incloent-hi la cursa de les 500 milles d'Indianapolis de diverses temporades.

## Resultats a la Indy 500
| Any    | Cotxe  | Sortida | Vel. mitja | Ranking | Final  | Voltes | V. líder | Retirat          |
| ------ | ------ | ------- | ---------- | ------- | ------ | ------ | -------- | ---------------- |
| 1946   | 45     | 8       | 123.279    | 12      | 17     | 82     | 0        | Motor            |
| 1947   | 10     | 27      | 119.840    | 22      | 10     | 167    | 0        | A 33 voltes      |
| 1949   | 29     | 15      | 127.750    | 21      | 15     | 174    | 0        | Motor            |
| 1950   | 69     | 7       | 131.066    | 15      | 33     | 10     | 0        | Pèrdua d'oli     |
| 1951   | 6      | 32      | 131.974    | 29      | 24     | 73     | 0        | Sobreescalfament |
| 1953   | 92     | -       | -          | -       | 16*    | ?      | ?        | Eix              |
| 1956   | 64     | 33      | 138.530    | 33      | 17     | 191    | 0        | A 9 voltes       |
| Totals | Totals | Totals  | Totals     | Totals  | Totals | 697    | 0        |                  |

| Curses       | 6 |
| Poles        | 0 |
| Voltes líder | 0 |
| Victòries    | 0 |
| Top 5        | 0 |
| Top 10       | 1 |
| Retirades    | 4 |

## A la F1
El Gran Premi d'Indianapolis 500 va formar part del calendari del campionat del món de la Fórmula 1 entre les temporades 1950 a la 1960. Els pilots que competien a la Indy durant aquests anys també eren comptabilitats pel campionat de la F1. Dinsmore va participar en 4 curses de F1, debutant al Gran Premi d'Indianapolis 500 del 1950.